# Une promenade complètement folle avec Al Super Gay
Une promenade complètement folle avec Al Super Gay (Une promenade complètement folle avec Big Gay Al's en version québécoise, ou Big Gay Al's Big Gay Boat Ride en version originale) est le quatrième épisode de la première saison de la série animée South Park. Il a été diffusé pour la première fois sur la chaîne de télévision Comedy Central aux États-Unis le 3 septembre 1997. Dans cet épisode, le chien de Stan, Sparky s'avère être homosexuel. Sous la pression de ses camarades, Stan essaye de le viriliser, ce qui a pour conséquence de faire fuir Sparky vers le refuge pour animaux gays de Al Super Gay. Stan s'y rend et finit par mieux comprendre l'homosexualité et tente de la défendre auprès des habitants de South Park.
Une promenade complètement folle avec Al Super Gay aborde ouvertement la condition homosexuelle, ce qui est rare à la télévision de l'époque, et a suscité des inquiétudes chez les dirigeants de Comedy Central. La chaîne s'est dans un premier temps opposée aux remarques désobligeantes des commentateurs sportifs dans l'épisode, mais ils furent conservés après l'insistance de Parker et Stone. George Clooney fait son apparition en tant que vedette invitée en prêtant sa voix à Sparky, un rôle se résumant à des aboiements.

## Contenu

### Synopsis
Sparky, le nouveau chien de Stan, suit son maître jusqu'à l’arrêt de bus. Comme Stan pense que Sparky est le chien le plus féroce de South Park, Cartman parie que Sylvester, un autre chien, est plus féroce. Alors que les enfants commencent à se brouiller, Sparky sodomise Sylvester qui s'enfuit en gémissant. Cartman atteste que Sparky est homosexuel. Jimbo et Ned demandent à Chef, qui entraîne l'équipe de football américain de l'école primaire, les South Park Cows, si les garçons ont une chance de réduire leur écart de points contre Middle Park. Chef en doute fortement mais Jimbo, impressionné par le niveau de son neveu Stan — le quarter-back de l'équipe — se presse pour aller chez le bookmaker afin de miser 500 dollars sur l'équipe. Comme Jimbo assure que les Cows vont gagner, beaucoup parient sur l'équipe. Jimbo s'inquiète d'avoir parlé trop vite et cherche un plan de secours. Il apprend que Richard Stamos, le frère de John Stamos, va chanter Lovin' You à la mi-temps. Jimbo et Ned prévoient alors de tuer la mascotte de Middle Park, un poney. Ils placent donc une bombe sur la mascotte, afin qu'elle explose à l'aide d'un détonateur qui doit se déclencher lorsque Richard Stamos chantera le fa aigu dans la chanson. Le lendemain, après la classe, Stan demande à M. Garrison ce qu'est un homosexuel, qui lui explique que « les homosexuels, c'est le mal ». Alors, Stan tente de rendre son chien plus viril. Tout d'abord, il lui présente Fifi, un caniche femelle, mais le projet échoue lamentablement quand Sparky saute sur Fifi afin de lui voler son collier de perles au lieu d'avoir des rapports sexuels avec elle. Désespéré, Stan appelle Jésus au cours de son émission Jésus et ses potes, et lui demande ce qu'il pense de l'homosexualité. Avant que Jésus puisse lui répondre, l’émission est brutalement interrompue, et remplacée par La Cuisine de tante Martine, l'émission préférée de Cartman. Fâché, Stan indique qu'il ne veut pas d'un chien gay. Vexé par les propos de son maître, Sparky s'enfuit dans les montagnes et se retrouve au refuge pour animaux gays de Al Super Gay. Préoccupé par la disparition de son chien, Stan manque le début du match. Il trouve Sparky au refuge, où Al Super Gay lui fait prendre conscience qu'il n'est pas grave d’être gay à travers une promenade en bateau, et finit par accepter l'homosexualité de son chien. Pendant ce temps, le projet de Jimbo tombe à l'eau car Richard Stamos ne parvient pas à chanter le fa aigu lors de sa chanson. Dans les dernières minutes, Stan prend place sur le terrain, et permet à son équipe de marquer des points afin de réduire l'écart contre l'équipe adverse. Dans son discours d'après-match, Stan parle du refuge et proclame que « ça craint pas d’être gay » et raconte ses aventures, à la surprise générale. Il dirige le public vers le site du refuge, mais celui-ci a mystérieusement disparu. De nombreux habitants retrouvent alors leurs animaux de compagnie qui s'étaient enfuis. Avant de partir, Al Super Gay remercie Stan pour sa réaction. Richard Stamos revient pour se rattraper et prouver qu'il peut chanter juste, ce qui déclenche la bombe et tue la mascotte.

### Références culturelles et impact

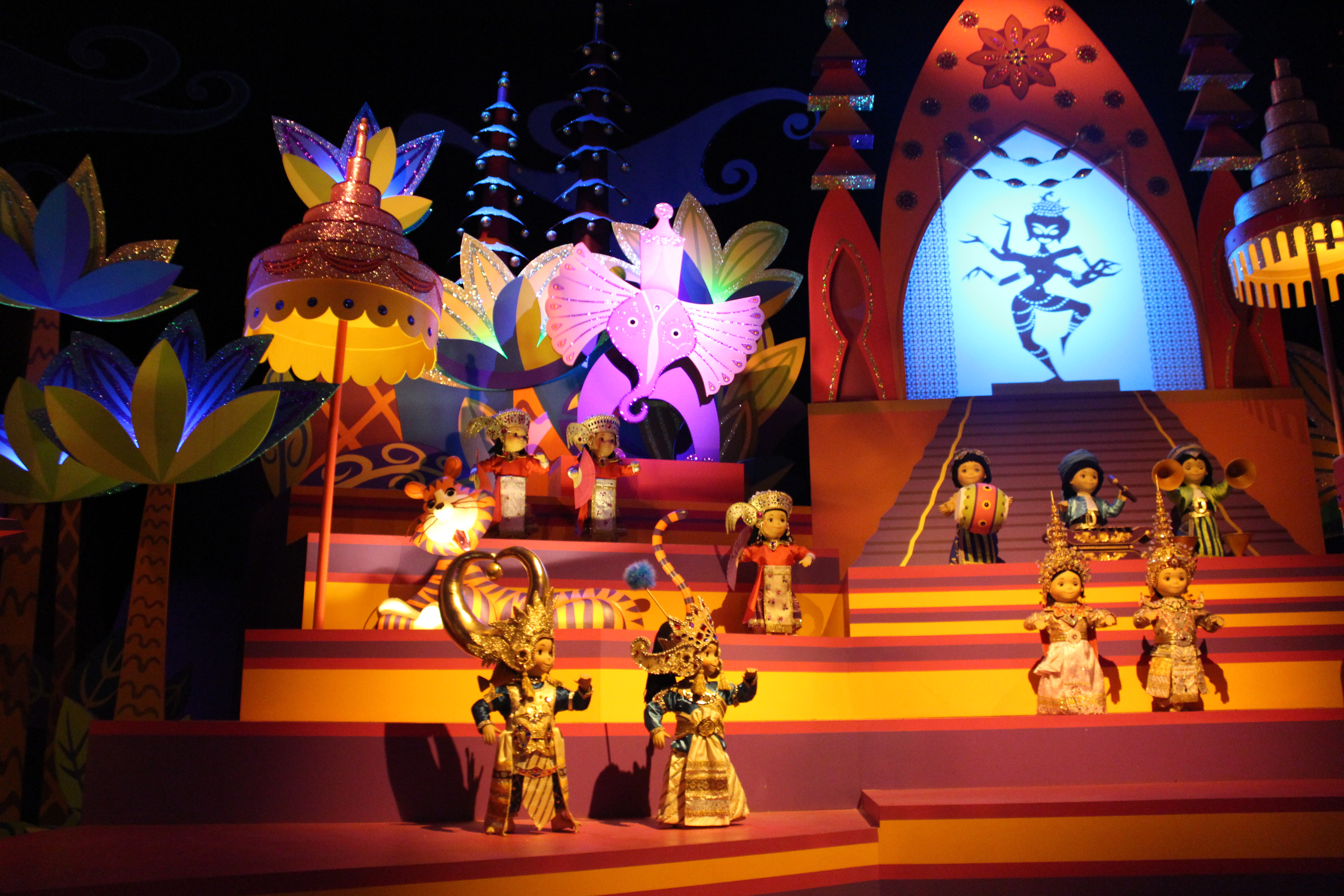
L'attraction It's a Small World, ici au Hong Kong Disneyland, est parodiée dans l'épisode.